# 보안 버그
보안 버그(security bug) 또는 보안 결함은 비인가된 접근이나 권한을 획득하기 위해 익스플로잇될 수 있는 소프트웨어 버그이다. 보안 버그는 아래에 나온 하나 이상의 것들이 결합됨으로써 보안 취약점이 된다.
- 사용자들과 다른 엔티티들의 인증 [1]
- 접근 제어와 권한의 허가 [2]
- 데이터 비밀성
- 데이터 무결성

보안 버그들은 이런 자격을 얻기 위해 인식되거나, 표면화, 익스플로잇될 필요가 없다.

## 원인
다른 소프트웨어 버그들처럼 보안 버그는 다음 사항들의 부재나 부적절함이 근본 원인이다.
- 소프트웨어 개발자 교육
- 사용 사례 분석
- 소프트웨어 개발 프로세스
- 품질 보증 (QA) 테스팅

## 분류
보안 버그는 일반적으로 상당히 작은 수의 범주로 나뉠 수 있다.
- 메모리 보안 (예를 들면 버퍼 오버플로와 허상 포인터 버그)
- 경쟁 상태
- 안전한 입출력 처리
- API의 잘못된 사용
- 부적절한 사용 사례 처리
- 부적절한 예외 처리
- 자원 누수, 항상은 아니지만 종종 부적절한 예외 처리로 인해
- 받아들여 지기로 확인된 이후의 전처리 입력 문자열

## 같이 보기
- 컴퓨터 보안
- 보안 취약점